# Thyrgis flavonigra
Thyrgis flavonigra là một loài bướm đêm thuộc phân họ Arctiinae, họ Erebidae.